# Jim McGovern
James Patrick McGovern (Worcester, Estados Unidos; 20 de noviembre de 1959) es miembro de la Cámara de Representantes de Estados Unidos y representa al segundo distrito congresional de Massachusetts desde 1997. Es el presidente del Comité de Reglas de la Cámara y de la Comisión Ejecutiva del Congreso sobre China, así como el copresidente de la Comisión de Derechos Humanos. Es miembro del Partido Demócrata. El distrito, distinguido como tercer distrito entre 1997 a 2013, se extiende desde Worcester hasta Pioneer Valley .
Nacido y criado en Worcester, McGovern asistió a la Worcester Academy. Mientras estaba en la universidad, hizo una pasantía en el Congreso y luego fue asistente  de senador estadounidense George McGovern, con quien no tenía ninguna relación familiar. De 1981 a 1996 fue miembro senior del personal del representante Joe Moakley. McGovern se postuló por primera vez para el Congreso en 1994, pero perdió en las primarias demócratas. Se postuló de nuevo en 1996, derrotando al republicano Peter Blute. Desde entonces ha sido reelegido cada dos años.
Como Presidente de la Junta del Congressional Hunger Center, McGovern es conocido como una voz líder para acabar con el hambre y la inseguridad alimentaria tanto en los Estados Unidos como en todo el mundo. Fue un arquitecto clave de la McGovern-Dole International Food for Education and Child Nutrition Program. Por su trabajo ha ganado un 2016 Premio al Liderazgo James Beard de la Fundación James Beard, así como un Premio al Liderazgo McGovern-Dole 2008 del Programa Mundial de Alimentos USA.
Otro enfoque clave de su carrera han sido los derechos humanos, por los que ha abogado en países como El Salvador, Sudán, Colombia y la región del Tíbet . Es miembro del Caucus Progresista del Congreso y ha sido calificado como uno de los miembros más izquierdistas del Congreso.

## Biografía
James Patrick McGovern nació en Worcester, Massachusetts el 20 de noviembre de 1959. Creció en Worcester, donde su madre Mindy era instructora de baile y su padre Walter era dueño de una licorería. En la escuela secundaria, se involucró por primera vez en la política, al hacer campaña para el senador demócrata estadounidense George McGovern, en su fallida candidatura presidencial de 1972. Después de graduarse de la Worcester Academy se mudó a Washington D. C. donde trabajó de 1977 a 1980 como ayudante de George McGovern.
Asistió a la Universidad Americana, donde se graduó de licenciado en historia en 1981 y una maestría en administración pública en 1984. También se desempeñó como director de la Unión Política Kennedy, la oficina de conferenciantes dirigida por los estudiantes de la Universidad Americana. George McGovern se postuló nuevamente para presidente en 1984, y Jim McGovern fue el coordinador estatal para Massachusetts de la campaña, pronunciando un discurso de nominación en la Convención Nacional Demócrata de 1984.
McGovern en 1996 se postuló nuevamente para el Congreso. Esta vez, tomó la nominación sin oposición y se enfrentó a Blute en las elecciones generales. El lema de su campaña se centró en derrocar al presidente de la Cámara de Representantes, Newt Gingrich: «Para deshacerse de Newt hay que deshacerse de Blute». Blute fue respaldado por The Boston Globe y otros cinco periódicos locales, pero McGovern ganó las elecciones con el 53 por ciento de los votos. Nunca se ha enfrentado a otra contienda tan reñida y ha sido reelegido diez veces. En las elecciones de 2000, 2002, 2012, 2014 y 2016 no tuvo contendiente por el puesto.

## Política exterior y derechos humanos

#### Colombia
McGovern ha viajado varias veces a Colombia para reunirse con defensores de los derechos humanos y ha sido muy crítico con el Plan Colombia y la ayuda militar estadounidense a ese país. El 25 de marzo de 2008, The Wall Street Journal publicó un editorial sin firmar sugiriendo que McGovern apoyaba a los rebeldes marxistas de las FARC en Colombia . Según el Journal, una investigación del disco duro de la computadora del recientemente asesinado Raúl Reyes, segundo al mando de las FARC, arrojó material que indica  «un ardiente esfuerzo» por parte de McGovern «para hacer negocios directamente con la FARC». El artículo decía que McGovern había estado «trabajando con un intermediario estadounidense, que ha estado ofreciendo ayuda a los rebeldes para socavar al gobierno elegido y popular de Colombia». En respuesta a estos cargos, McGovern dijo que su preocupación era ayudar a lograr la liberación de los rehenes retenidos por las FARC, tal como le habrían solicitado varias familias de estadounidenses secuestrados por aquella guerrilla.

#### Cuba
McGovern aboga por la normalización de las relaciones diplomáticas con Cuba. Acompañó al presidente Barack Obama a la isla en 2016. Dijo en ese momento que «los estadounidenses han estado preparados durante mucho tiempo para un enfoque del siglo XXI hacia Cuba y con nuestras dos naciones trabajando juntas, podemos crear nuevas oportunidades para las empresas estadounidenses, aumentar los viajes y el intercambio, y apoyar los esfuerzos en Cuba para avanzar en las reformas democráticas". y promover los derechos humanos».  También se unió al secretario de Estado John Kerry en un viaje de 2019 para reabrir la embajada de Estados Unidos en La Habana.
En 2002, McGovern se unió al Grupo de Trabajo del Congreso sobre Cuba, que abogó por reducir las restricciones a los viajes y el envío de alimentos a Cuba. Es el actual copresidente de la Comisión de Derechos Humanos de Tom Lantos, anteriormente conocida como Caucus de Derechos Humanos. Su trabajo en temas de derechos humanos le valió el «Premio de Derechos Humanos» de la Oficina de Washington para América Latina en 2007.

## Vida privada
McGovern vive en Worcester con su esposa, Lisa Murray McGovern, exasistente del representante estadounidense Gerry Studds, con quien tuvo dos hijos: Patrick y Molly. Tiene dos hermanas, maestras de escuela pública de Worcester. McGovern es católico.